# Свідок (фільм Петера Бачо, 1969)
Свідок (угор. A tanú) — угорський сатиричний фільм режисера Петера Бачо, який вийшов 1969 року. Фільм був створений, коли політичне середовище було напружене, а розмови про Угорську революцію 1956 року були табу. Незважаючи на те, що зйомки та фінансування стрічки були схвалені комуністичною владою, фільм врешті був заборонений для виходу. Після показу фільму на Заході, угорська влада відступила та дозволила випуск фільму в Угорщині. 1981 року стрічка була продемонстрована на Каннському кінофестивалі у секції Особливий погляд. 1994 року було знято продовження фільму під назвою «Свідок знову».

## Сюжет
Фільм розповідає про Йожефа Пелікана, батька-одинака, який раніше брав участь у комуністичному русі під час Другої світової війни, а зараз працює на дамбі. Він зустрічає Золтана Даніеля, старого друга з підпільного комуністичного руху, який згодом став чиновником, та який риболовить біля дамби. Даніель падає у річку, а Пелікан рятує його та запрошує того до себе додому. Поки двоє друзів згадували старі часи, до будинку увірвались працівники УДБ, які отримали «анонімку» про те, що Пелікан незаконно забив свиней для їжі. Даніель намагається врятувати Пелікана, доводячи УДБ наскільки лояльним той був до Даніеля та руху, однак випадково знаходить двері до підвалу, де схована вся свинина. Пелікана поміщають під варту, але згодом відпускають після «вказівки вищого керівництва». Товариш Віраг пропонує Пелікану різні посади — директор басейну, парку розваг та видання. З усіма призначеннями він не справляється, окрім журналу. Але як виявилося, все це було організовано для того, щоб Пелікан виступив свідком на показовому процесі проти Даніеля, який перестав бути у фаворі комуністичної влади. Пелікана ретельно готують, щоб він ідеально відповідав типажу угорського робітника. Перед початком суду йому дають наперед написані свідчення, але Пелікан вирішує сказати правду. Через це його знову кидають до в'язниці. Чекаючи свого повішання, в країні змінюється політичний клімат після смерті Сталіна, тому Пелікана відпускають на волю. Їдучи в трамваї, він зустрічає Вірага, який втратив всю свою владу та вплив.

## У ролях
- Ференц Каллай — Йозеф Пелікай
- Лайош Езе — Арпад Віраг
- Белла Бот — Товариш Бастія
- Лілі Монорі — Гізі
- Золтан Фабрі — Золтан Даніель